# Eitech
Eitech je německá firma z městečka Pfaffschwende v Durynském lese. Od roku 1955 se zabývá výrobou dílů pro automobilový průmysl, výlisky z plastů a v roce 1977 přidala produkci konstrukčních stavebnic. V polovině devadesátých let byla stavebnice Eitech Construction® výrazně modernizována.
Prvky kovové stavebnice Eitech Construction® jsou důsledně metrické kovové pásky spojované šrouby s maticemi M4, sestavy ozubených kol o modulu 1, trojhranné oražené hřídele, speciální plastové díly, elektromotory a ovladače. Vzdálenost dírek je 10 mm, průměr dírky 4,3 mm, hlavičky šroubů jsou křížové Philips délek 6, 8, 12 a 16 mm.
V posledních letech byla stavebnice rozšířena o elektro-podvozky, vysílačky, modely solárních panelů, palivových článků a novou plastovou konstrukční řadu pro nejmenší.
Plastová konstrukční řada pro děti od čtyř let získala v roce 2010 v České republice ocenění správná hračka 2010 od Sdružení pro hračku a hru.
Firma Eitech provedla v roce 2010 akvizici známé španělské stavebnice Teifoc.